# Sprookje

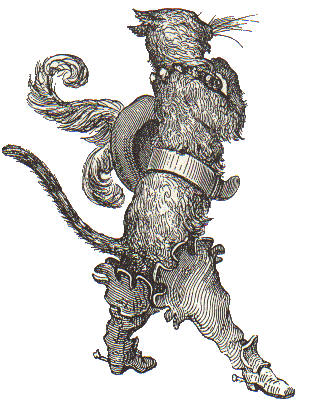
De gelaarsde kat (Doré)

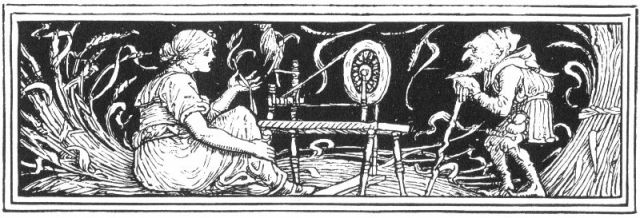
Repelsteeltje, die denkt dat niemand weet hoe dit wezentje heet, en het meisje bij het spinnewiel (1886)

Een sprookje is in oorsprong een mondeling overgeleverd volksverhaal waarin vaak magie een rol speelt en een beroep wordt gedaan op de fantasie van de lezer of luisteraar. Het begint vaak met de stereotiepe openingsformule "Er was eens..." en speelt zich af op een onbepaalde plaats in een onbepaald verleden, wat ook een bepaalde sfeer oplevert.
Sprookjes behoren tot een oude orale traditie en bevatten vaak een zedenles of diepere wijsheid. Er wordt een onderscheid gemaakt tussen het mondeling overgeleverde sprookje en het literaire sprookje, het individuele creatieve werk van een schrijver zoals Hans Christian Andersen. Een duidelijke scheiding tussen beide is echter niet altijd te maken. In een of andere vorm komen sprookjes over de hele wereld voor met vergelijkbare elementen. Het woord sprookje is afgeleid van het middeleeuwse 'sproke', dat verhaal of vertelling betekent. Als ongeschreven vertelling richtte een sproke zich tot ongeletterde volwassenen. Via de orale traditie kregen zij de moraliserende verhalen mee. Tegenwoordig zijn "sprookjes" kinderverhalen met levenslessen.
Als genre is het sprookje nauw verwant aan de fabel. In mindere mate is het verwant aan de legende, de mythe en de sage.

## Geschiedenis

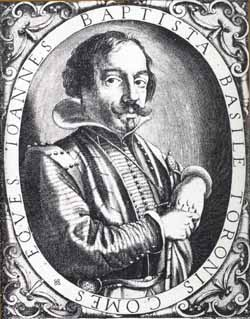
Sprookjesverzamelaar Giambattista Basile (1575-1632)

Van veel sprookjes weten we niet precies wanneer ze voor het eerst verteld werden. De oudste Europese sprookjes kennen we van Giambattista Basiles Lo cunto de li cunti overo lo trattenemiento de peccerille, (Het sprookje van de sprookjes of het vermaak van de kleinen) die ons voor het eerst de geschiedenis van Raponsje (Rapunzel), Assepoester en De gelaarsde kat vertelt.
In de zeventiende eeuw tekende Charles Perrault een reeks sprookjes op die hij Histoires ou contes du temps passé, avec des moralités: Contes de ma mère l'Oye (1697) noemde, ofwel De sprookjes van Moeder de Gans waarin onder andere De schone slaapster en Kleinduimpje voor het eerst verschijnen.
In de Romantiek kregen met name de gebroeders Grimm er belangstelling voor; zij waren juristen en verzamelden niet alleen plaatselijke regels uit het gewoonterecht uit alle streken en steden van Duitsland, maar begonnen tevens volksvertellingen en sprookjes te verzamelen. Zij stelden hun collectie op schrift die onder de titel Kinder- und Hausmärchen werd uitgegeven, ook in vertalingen buiten het Duitse taalgebied. Aan hen hebben we onder andere Hans en Grietje en Sneeuwwitje te danken, maar ook Vrouw Holle die het laat sneeuwen door haar donzen bed op te schudden en oordeelde over goed en kwaad. Rond het begin van de negentiende eeuw verscheen een verzamelwerk van Friese sprookjes van Waling Dykstra en De Mont en De Cock gaven een verzamelwerk van Vlaamse sprookjes uit. De sprookjes hadden grote overeenkomsten en kwamen dus in een groot gebied voor.

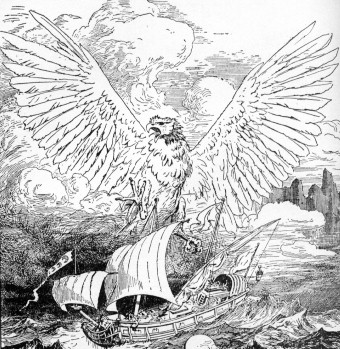
Sprookjesvertelster Scheherezade redt haar leven door verhalen te vertellen aan Shariaah, hier valt vogel Roc het schip van Sinbad de zeeman aan.

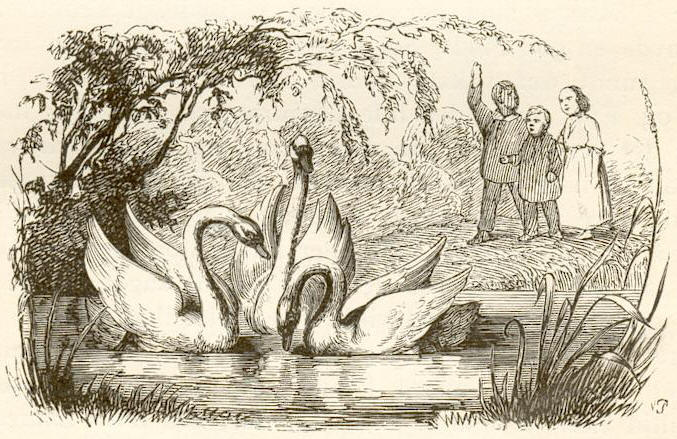
Het lelijke jonge eendje, een autobiografie?

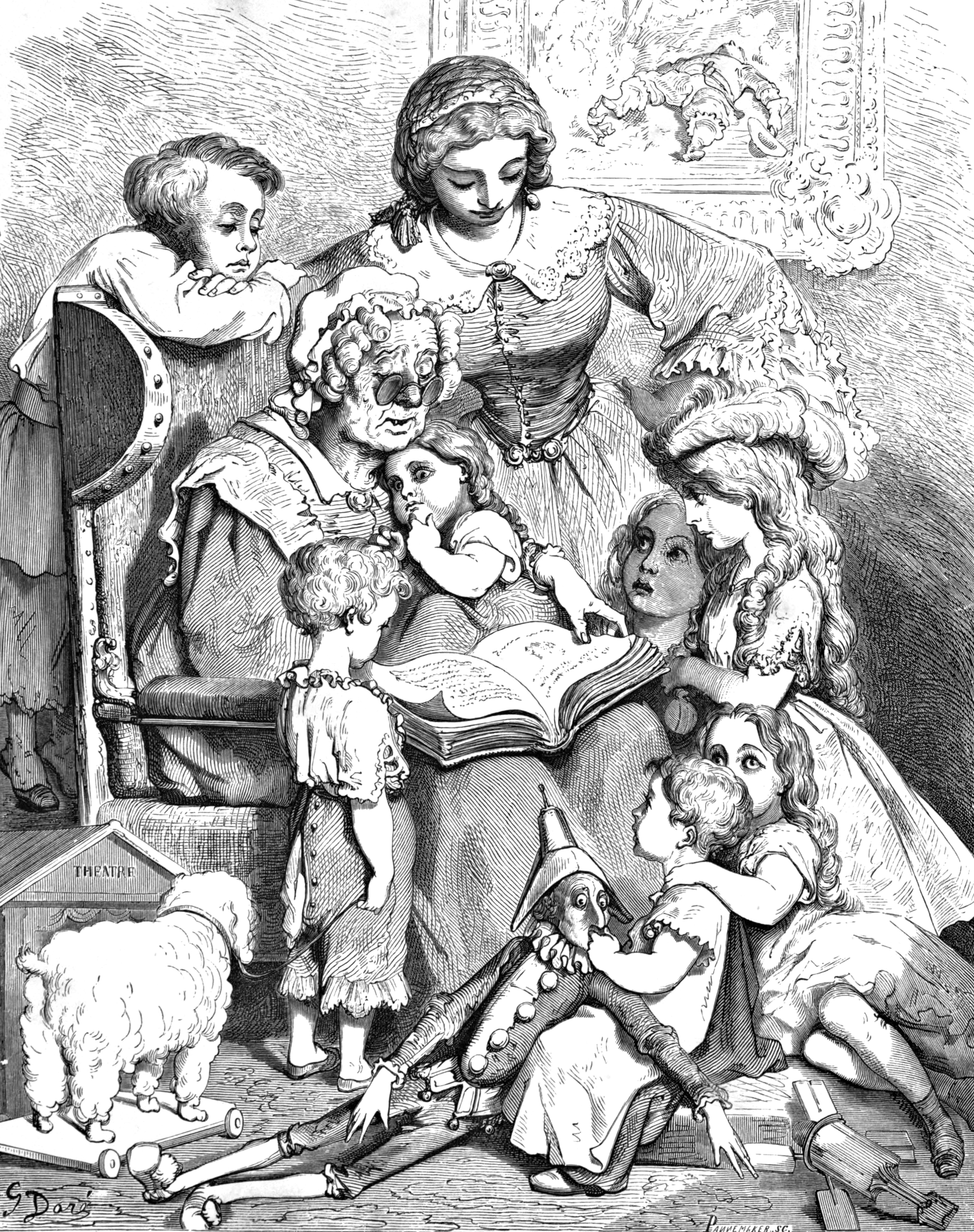
Sprookjes van Moeder de gans

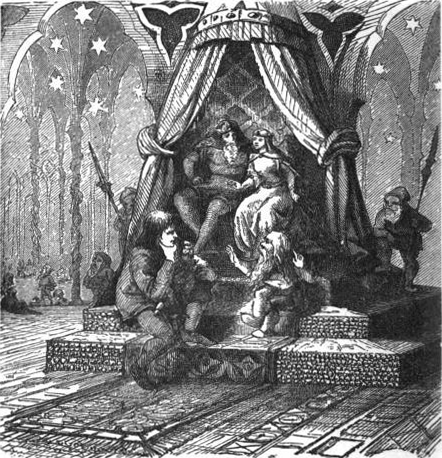
Kuno luistert naar de dwerg voor de troon van koning Goldemar.

In het Midden-Oosten waren sprookjes al veel langer populair, getuige de vertellingen in Duizend-en-een-nacht door Scheherazade, een sprookjesachtige raamvertelling met een groot aantal verhalen waaronder dat van Aladin en de wonderlamp, Sinbad de zeeman en Ali Baba en de veertig rovers. Ook hier dienden de verhalen, die niet altijd even onschuldig waren, “ter leringh ende vermaeck”.
Later werd Hans Christian Andersen bekend met veel nieuwe sprookjes, zoals De kleine zeemeermin, De nieuwe kleren van de keizer en veel andere.
Andere schrijvers zijn bijvoorbeeld Charles Dickens, wiens A Christmas Carol in Prose zeker een sprookje genoemd kan worden. Zo werden sprookjes tot een literair genre. Godfried Bomans, bijvoorbeeld, bracht in 1946 een bundel sprookjes uit, bleef het genre trouw en schreef nog veel andere.
Men zou zelfs kunnen zeggen dat verhalen zoals In de ban van de Ring, De Kronieken van Narnia en Alice in Wonderland een voortzetting van deze traditie zijn.
Ook de oude sprookjes zijn nog altijd in omloop, hoewel de verhalen inhoudelijk soms wel veranderd zijn. In de nieuwere versies (zoals de Disney-films) loopt het verhaal altijd goed af, dit was in de oorspronkelijke versie zeker niet altijd het geval. De sprookjes zijn tegenwoordig gekuist, om geschikt te blijven voor de jonge kinderen in de veranderende morele tijdgeest. Deze veranderingen zijn te zien in de verschillende drukken van Kinder- und Hausmärchen.

## Enkele kenmerken
In het algemeen hebben traditionele sprookjes de volgende kenmerken gemeen:
- ze zijn anoniem, van onbekende oorsprong, of meestal niet toe te schrijven aan een enkele auteur;
- het zijn ogenschijnlijk eenvoudige verhalen, die door de eeuwen heen in verschillende culturen en in verschillende versies van blijvende interesse zijn gebleven;
- stereotiepe personages, een bepaalde voorspelbaarheid van wat er gaat gebeuren, en karakteristieke en terugkerende formuleringen;
- zij belichamen de sociale wijsheid van hun gemeenschappen en bevatten een impliciete moraal of didactiek.

## Hoofdpersonen en -figuren

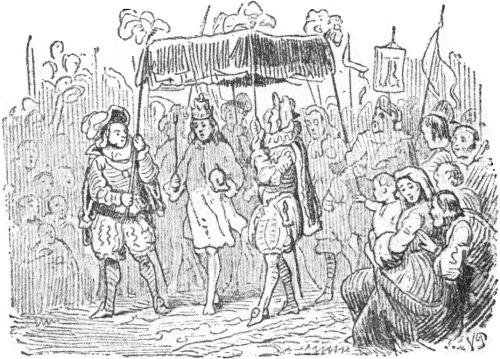
De nieuwe kleren van de keizer, ook de onzichtbare kleren van de keizer, in dit verhaal komen alleen "normale" mensen voor

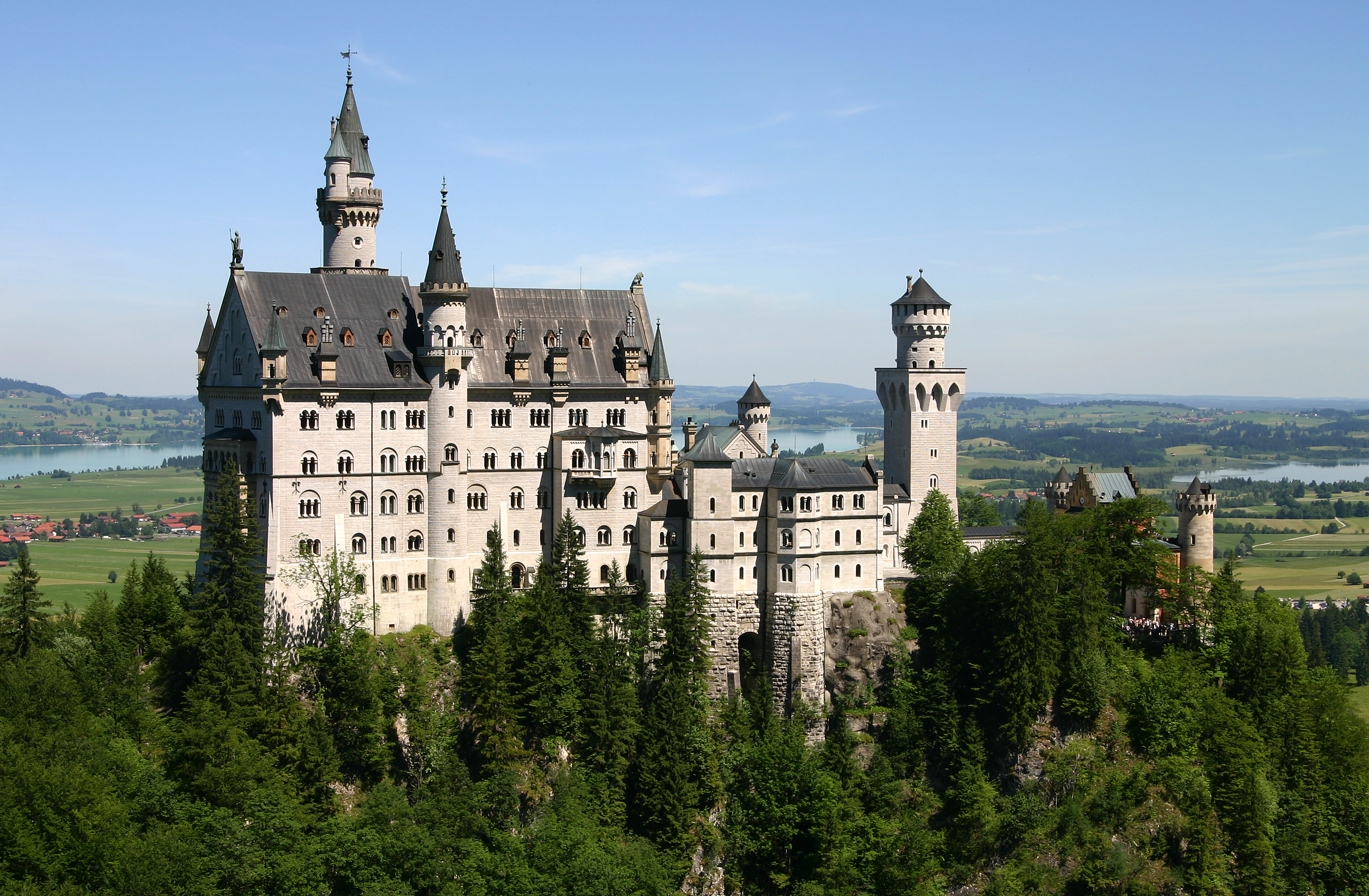
Slot Neuschwanstein, dit kasteel wordt gebruikt als inspiratie voor de kastelen in de Efteling en Disneyland, het is exact nagebouwd in Legoland

Een schare verhaalfiguren bevolkt de sprookjeswereld. De volgende komen veel voor:
- koningen, prinsen en prinsessen. Meestal redt de prins het leven van de prinses, beloond of tegengewerkt wordt door de koning.
- elfen, kabouters, draken en oosterse geesten, soms behulpzaam, soms niet,
- heksen, feeën, en tovenaars van allerlei slag, zowel goed als kwaad (of beide),
- sprekende dieren, zoals de wolf uit Roodkapje of de wolf en de zeven geitjes, de gelaarsde kat, ezels, ganzen, paarden en kikkers,
- kinderen die als hoofdpersoon optreden en met slimheid, doortastendheid en onschuld de problemen oplossen, soms met raad en daad bijgestaan door een elf of een fee,
- stiefmoeders en peettantes, vaak zijn dit feeën of heksen,
- normale mensen, die abnormale dingen overkomen.

Opvallend is dat de hoofdpersonages vaak geen echte naam hebben, om het universele karakter van een sprookje te onderstrepen. Indien de karakters toch een naam hebben, wijst deze op een eigenschap (Roodkapje, Sneeuwwitje, Goudlokje, Slimme Hans, IJzeren Hendrik, ...) of is de naam alledaags (zoals in Hans en Grietje), symbolisch voor de gewone mens.
De (vaak naamloze) personages wonen meestal in een “land hier ver vandaan” (ver over de bergen of zeeën, soms achter de wolken). Er wordt meestal een beschrijving van de omgeving en de woning gegeven. Vaak komen personages in de loop van hun leven in onbekende gebieden terecht en beleven daar hun avonturen.

## Onderwerpen
Sprookjes komen in vele vormen voor; veelgebruikte onderwerpen zijn:

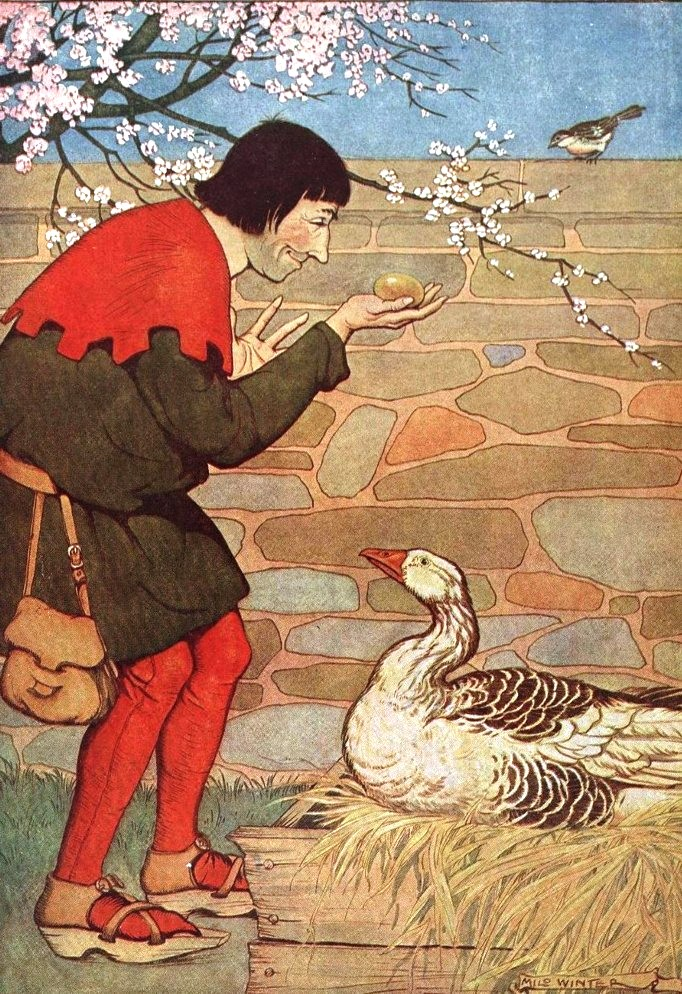
De gans die gouden eieren legt

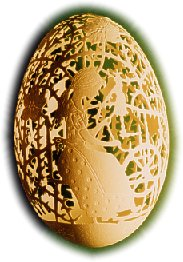
Een paasei; Doornroosje met spinnewiel en wilde rozen (vruchtbaarheidssymbolen)

### Betoverde voorwerpen
In een kristallen of glazen bol, waterplas of spiegel kan de toekomst gezien worden. Maar ook andere voorwerpen spelen vaak een belangrijke rol, zoals spinnewielen, weefgetouwen, spoelen, vingerhoedjes, appels, eieren, toverdrankjes, (olie)lampen, vliegende tapijten, schoenen, laarzen, kleding, munten en sieraden, zoals (gouden of zilveren) ringen. Vaak brengen de magische voorwerpen rijkdom en/of voedsel in overvloed en wensen komen uit, men kan naar verre oorden reizen.
Het voorwerp wordt vaak bewaakt door een heks, duivel, draak of ander mythisch dier, of kan door mensen niet bereikt worden door de locatie ervan. Soms is het oplossen van een raadsel genoeg, zoals het noemen van een naam in Repelsteeltje, maar vaker zijn de opdrachten fysiek.
Men zal alles doen om zo'n voorwerp in bezit te krijgen en belandt hierdoor soms in langdurig, of eeuwig, onheil doordat de vloek van het voorwerp of de bewaker hen treft. In andere verhalen krijgt men juist onverwachte hulp van het voorwerp of de bewaker en de gekregen speciale gave kan naar hartenlust gebruikt worden.
De schat kan ook symbolisch worden gezien in de vorm van de prinses (of prins) waarmee een huwelijk wordt gesloten na het volbrengen van de moeilijke opdrachten, of het verslaan van het kwaad.
Een ring of magische cirkel wordt vaak als bescherming gebruikt. Bepaalde kleding en voetbescherming kan onzichtbaar maken, of juist zelf onzichtbaar zijn.
In Belle en het Beest is het hele kasteel, inclusief alle bedienden, betoverd door het gedrag van de prins. Dit verhaal heeft veel overeenkomsten met Psyche en Eros uit de Griekse mythologie.

### Opdrachten
Ook normale mensen kunnen door het voorwerp of door hulp van de bewaker veel macht verkrijgen. Vaak krijgt de hoofdpersoon hulp van toevallige voorbijgangers (of herkent de hoofdpersoon de belangrijke persoon niet, omdat hij niet op zoek is naar het bewuste voorwerp en juist daardoor de ware vinder zal zijn), vaak alleen als hij dit ook echt verdient. Assepoester, maar ook andere figuren, krijgt al snel magische hulp om haar prins te zien als ze hier om vraagt.
Als de voorwerpen of schat (of vrouw) enkel voor eigen belang worden verlangd, komt dit de persoon bijna altijd duur te staan. Zo krijgt de Luie Liesje in Vrouw Holle pek en veren in plaats van goud over zich heen, maar zij had dan ook niet zeven jaren goede diensten verleend zoals Vlijtige Liesje. Ook wordt de persoon vaak als straf voor eeuwig in dienst van de duivel gesteld.
Onzelfzuchtigheid en mededogen worden beloond, vaak krijgt de persoon zelfs meer dan hij had verwacht. Soms echter kan met een list voldaan worden, en beseft de duivel niet dat hij voor de gek is gehouden. Zo snijdt de soldaat in De Grafheuvel de zool van zijn laars, zodat deze niet gevuld raakt met goud, en krijgt zo de schat van de duivel en bevrijdt de ziel van een overleden rijke boer. Hij wil echter, wijselijk, niks van het goud van de duivel voor zichzelf houden.
Soms worden (drie) zoons op pad gestuurd om een beroep te leren, en keren pas na vele jaren terug naar huis zoals bij Tafeltje dek je, ezeltje strek je en knuppel uit de zak.

### Magische plaatsen en planten

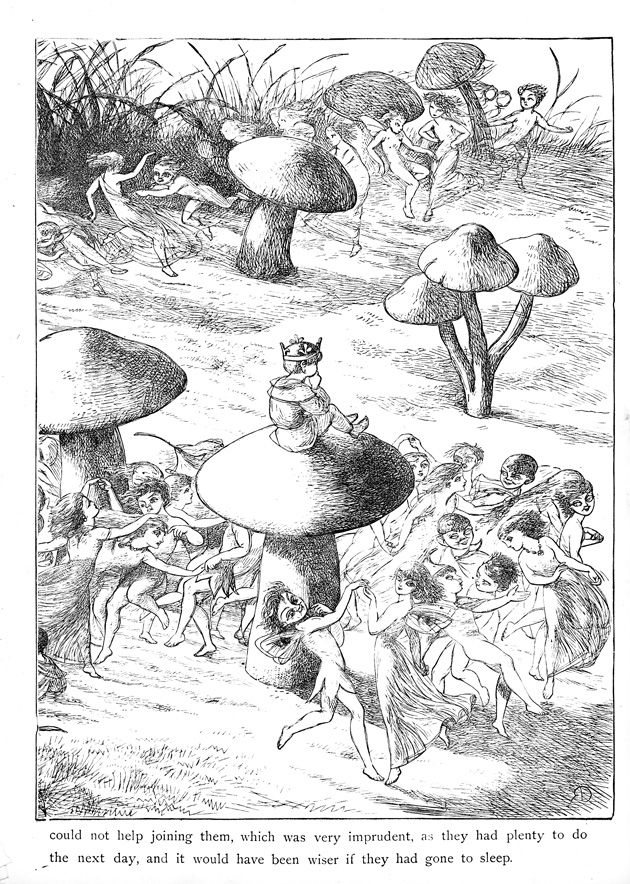
Prinses Niemand van Sprookjesland, ca. 1884

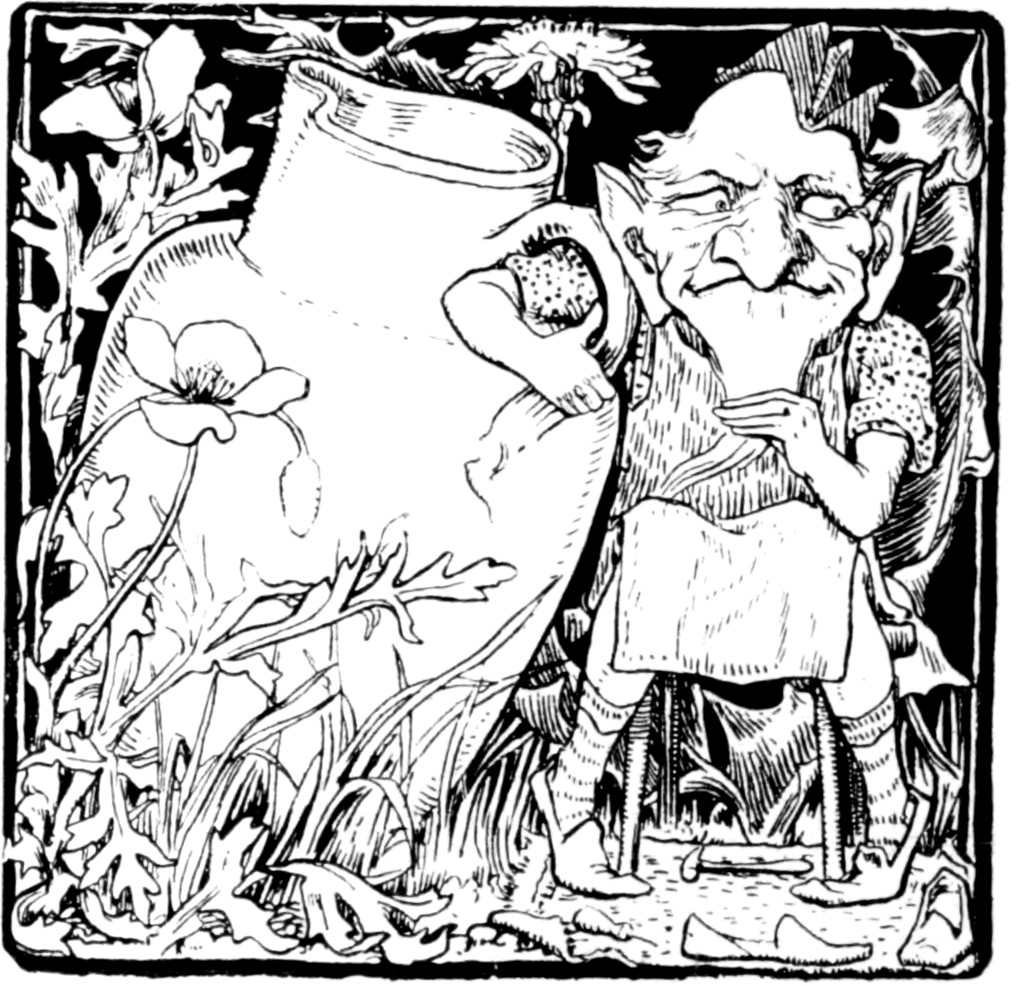
Een leprechaun (een Ierse sprookjesfiguur) met een kruik en planten, 1826

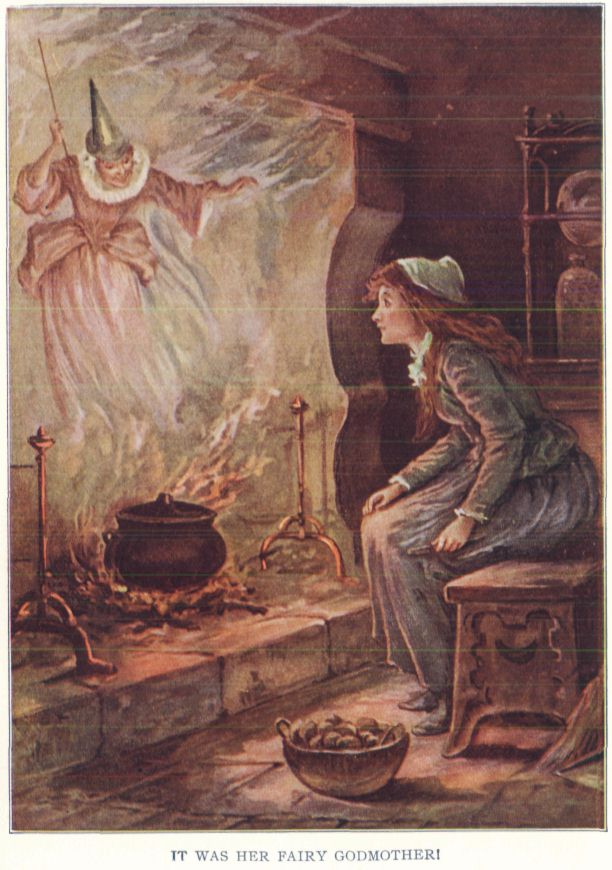
Assepoester ziet de goede fee in de dampen boven de ketel.

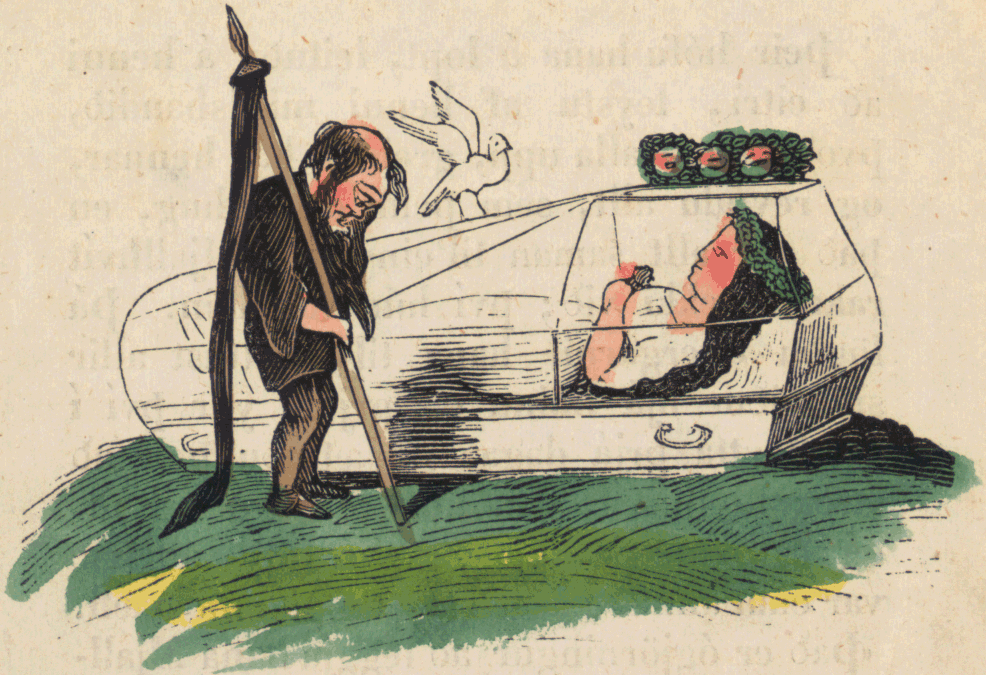
Sneeuwwitje slaapt in haar beschermende glazen kist, bewaakt door een dwerg in hun ondergrondse grot, totdat de prins haar wekt met een kus.

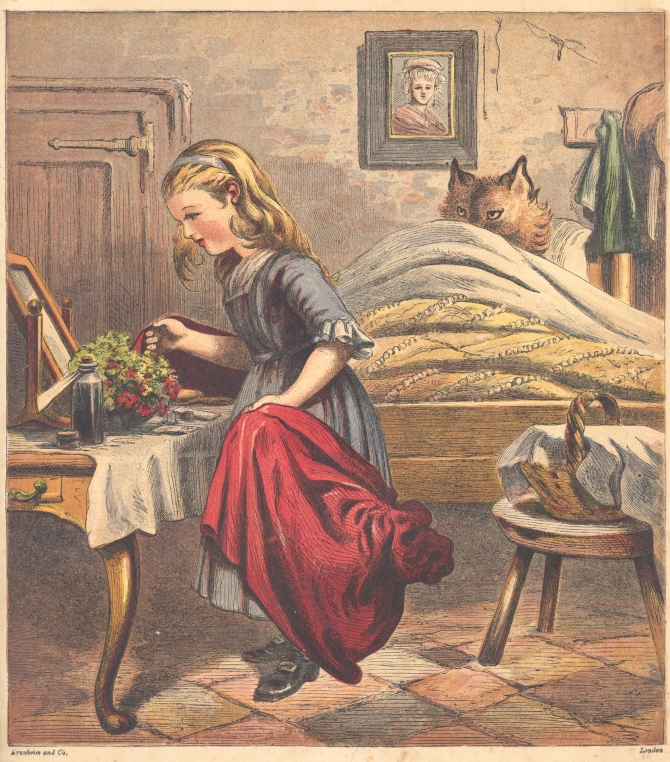
Roodkapje trekt haar mantel uit.

Af en toe heeft het betoverde land een naam gekregen, vaak gaat het dan om een Sprookjesland, Wonderland of Nooitgedachtland. Ook landschappen in de "normale" wereld (zoals grafheuvels, bergen, meren, rivieren, bomen etc.) hebben bijzondere gaven.
Planten hebben vaak een symbolische betekenis, zoals de (wilde) roos. Planten kunnen soms tot in de wolken reiken, zoals in Sjaak en de bonenstaak, en geven zo toegang tot een magische wereld.
Opvallend is dat de naam van het sprookjesfiguur ook de naam van een plant kan zijn, zoals Vlijtig Liesje en het Vlijtig liesje, Raponsje/Rapunzel en het Rapunzelklokje wat ook wel Repelsteeltje wordt genoemd. Ook voorwerpen kunnen naar planten verwijzen, zoals naar de giftige paddenstoel vingerhoedje of vingerhoedskruid.
Het ondoordringbare woud van wilde rozen (met stekels) lijkt te verwijzen naar de stekelige doornappel, het lijkt erop dat de heks het gif van de plant heeft gebruikt om Doornroosje jarenlang te laten slapen. Het was jarenlang in het hele land uitgeroeid in opdracht van de koning die zijn dochter wilde beschermen. Toen zijn dochter in slaap was had hij veel verdriet en liet zich ook betoveren. Toen kwam ook het giftige bos weer terug. Het is erg moeilijk voor de held om het doel te bereiken, zonder zich te prikken in het gevaarlijke betoverde bos.
De giftige appel speelt vaker een rol in sprookjes en kan personen voor zeer lange in slaap brengen, zoals ook Sneeuwwitje gebeurde. De prins van Raponsje wordt blind nadat hij in een doornstruik valt.
Er wordt vaak verwezen naar alruin als zijnde de liefdesappel (die ook in de Bijbel wordt genoemd). Vaak heeft deze plant echter een slechte naam gekregen en is bekend als heksenkruid. De granaatappel is een symbool van verschillende godinnen, zoals Astarte, en is geassocieerd met de mythologie van Demeter en Juno.
In Het oneindige verhaal (Die unendliche Geschichte) van Michael Ende komt de 11-jarige Bastiaan Balthazar Boeckx als hij een boek uit een antiekwinkel leest in een parallelle fantasiewereld terecht, waarin alleen hij de stervende keizerin en daarmee het hele rijk Fantasië kan redden. Langzamerhand verliest hij zijn oorspronkelijke doel uit het oog.
In De gebroeders Leeuwenhart van Astrid Lindgren speelt de dood een zeer belangrijke rol. De doodzieke Karel Leeuw wordt eerst door zijn oudere broer Jonathan – die daarbij zelf om het leven komt – uit een brandend huis gered. Vervolgens sterft Karel alsnog aan zijn ziekte en komt zijn oudere broer weer tegen in Nangijala, het rijk van de doden, waar echter ook de slechte vorst Tengil regeert.

### Hallucinogene middelen
Er wordt wel gedacht dat dit symbool staat voor hallucinogene middelen, zoals aanwezig in bepaalde (giftige) paddenstoelen (de woonplaats van kabouters en dwergen, tegenwoordig bekend als paddo's) zoals de dodelijke vliegenzwam, maar ook andere planten zoals de doornappel, moederkoorn. Ook bepaalde soorten kikkers en padden zijn giftig, door huidcontact kan de hallucinogene werking al intreden (na bijvoorbeeld een kus).
Ook de oosterse olielamp lijkt te verwijzen naar het inademen van gassen (voor het aroma werden planten toegevoegd). Hierna vloog men op het vliegend tapijt naar verre of magische oorden, en terug. In weer andere sprookjes moet men over de regenboog gaan om het magische land te bereiken. Tijdens hallucinaties worden inderdaad vaak kleursensaties waargenomen.

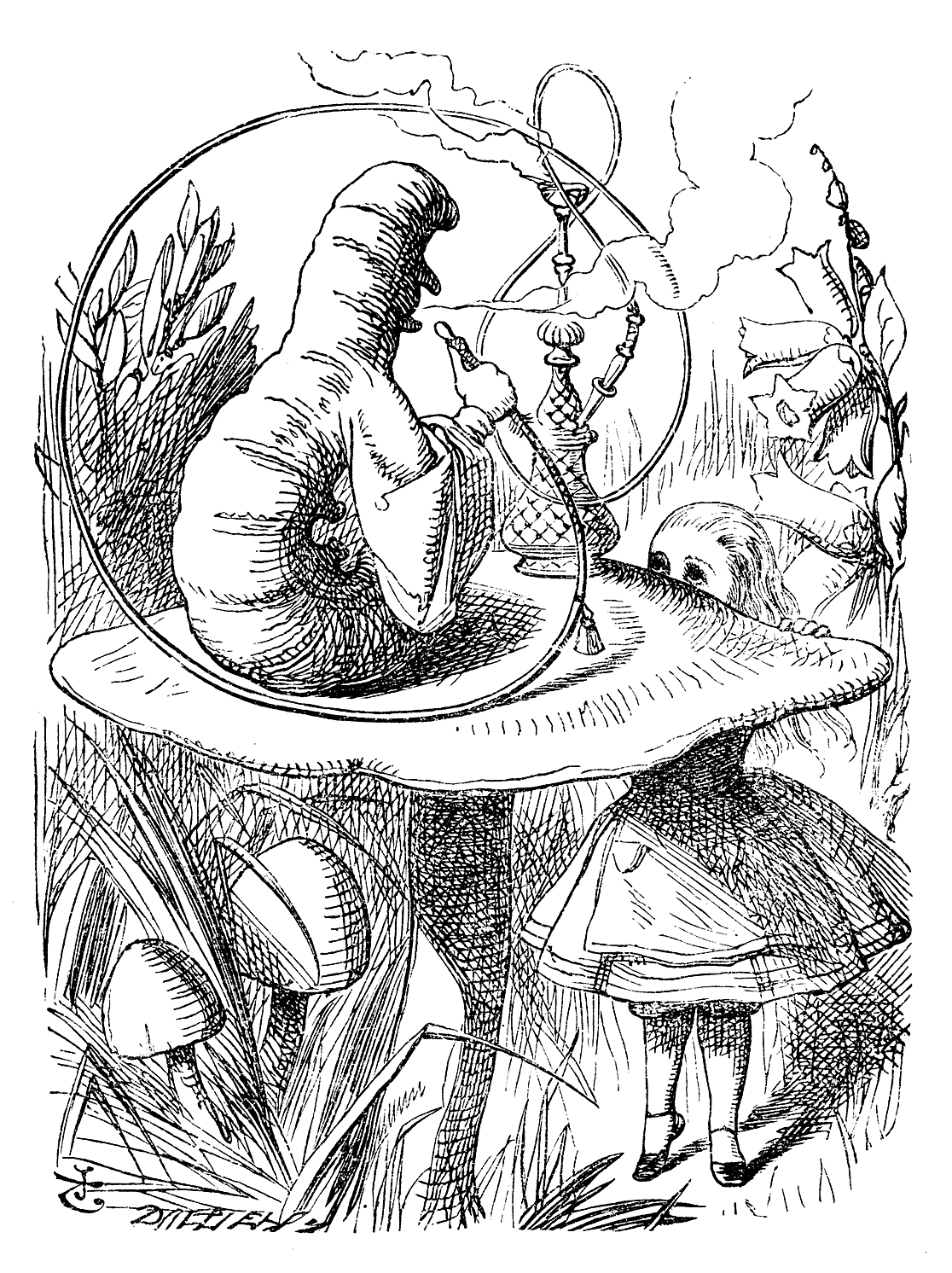
Ook in Alice in Wonderland komen planten en dieren tot leven en ze werd klein en groot na het eten van koekjes of drinken van drankjes.
Hier de waterpijprokende rups op de paddenstoel

Ook in mythologieën komen de hallucinogene werking van planten veelvuldig voor. Het is bekend dat priesteressen in het verleden al gebruik maakten van de stoffen. Ook werden natuurlijke giftige gassen ingeademd, zoals bij het Orakel van Delphi. Ook andere manieren waren gebruikelijk, zoals kauwen op bladeren. Cultusplaatsen waren vaak in de vrije natuur, bij water, een bos of boomheiligdom. De priesteres van een heiligdom kan gezien worden als fee of nimf. Priesteressen hadden kennis over de werking van de kruiden en kon je op deze manier naar "magische oorden" brengen.
Sommige producten (vooral snoepgoed dat gegeten wordt tijdens feestelijke gelegenheden) bevatten ingrediënten die een bewustzijnsverhogende werking hebben. Bijvoorbeeld speculaas, dat volgens oude gebruiken in de vorm van een speculaaspop door een jongeman gegeven werd aan het meisje dat hij begeerde. Hij moest echter afwachten of zij het cadeautje accepteerde. Het is een voorloper van het huidige gebruik cadeautjes te geven tijdens Sinterklaas en kerst. Denk hierbij ook aan de kikkerkoning die pas na lange tijd zijn zoen kreeg.
Nog altijd worden producten met stimulerende of remmende effecten gebruikt bij de bereiding van voedsel. Veel kruiden zijn in hoge dosering giftig, en kunnen zeker hallucinaties veroorzaken. Bekende voorbeelden zijn nootmuskaat en kruidnagel. Ze zijn nadrukkelijk aanwezig in bijvoorbeeld speculaas en kruidnoten (tegenwoordig in kleine veilige hoeveelheden, maar niet voor niets wordt gewaarschuwd laurierbladeren te verwijderen voordat het gerecht gegeten wordt). Vaak zijn de producten die tegenwoordig kunnen worden gevonden in de supermarkt in samenstelling erg veranderd, zodat er weinig over is van het oorspronkelijke product (denk ook aan speculoos; speculaas zonder speculaaskruiden).
Hans en Grietje aten van het peperkoekhuisje van de heks, en werden lang gevangengenomen. Grietje moest het huishouden doen, wat vrouwen meestal moeten doen als het kwaad hen te pakken krijgt, Hans kon niet uit zijn gevangenis en overleefde enkel doordat de heks slechte ogen had. Pas toen Grietje de heks in de oven duwde, was het kwaad verslagen. Dit lijkt te verwijzen naar het bakken van het voedsel, dat de werking van de kruiden inderdaad beïnvloedt.

### Gevangenschap
Vaak komen hoofdpersonen voor langere tijd (zeven of honderd jaren) gevangen te zitten in een landschap. Soms is de gevangenis een normaal kasteel, toren of juist een onderaardse plek. Meestal is men afgesloten van de zon. Personen komen in dienst van de duivel, vrouwen moeten vaak zijn huis schoonhouden. Soms wordt de hoofdpersoon of prins in slaap gebracht of betoverd en in een dier veranderd, en moet wachten tot iemand te hulp zal komen.
In andere verhalen moet de hoofdpersoon zich juist verstoppen, zoals het zevende geitje van de wolf en de zeven geitjes die in de klok (symbool voor tijd) gaat zitten tot zijn moeder terugkomt van de markt.
Als prinsen (of moeders) te hulp komen, moeten ze vreemde en onmogelijke opdrachten volbrengen, zoals het vervangen van de geitjes door stenen, het leegdrinken (of leegscheppen met een lek vingerhoedje) van een vijver of meertje, het verplaatsen van bergen en het afleggen van enorme afstanden in korte tijd. Door het volbrengen van deze opdrachten wordt het kwaad verslagen, maar vaak moet echter daarna steeds een nieuwe opdracht volbracht worden. Als dit lukt, is het kwaad voor goed verslagen.
Scheherezade redt haar eigen leven door sprookjes te vertellen, de wraaklustige Shahriaar is onder de indruk en laat haar na duizend-en-een nachten van beproevingen aan zijn zijde leven.

### Vruchtbaarheid
Voorwerpen of plaatsen zijn in meerdere sprookjes vruchtbaarheidssymbolen, er komt vaak bloed in sprookjes voor zoals bij het prikken van een spinnewiel of het rode kapje van Roodkapje. Ook Sneeuwwitjes komst werd voorspeld toen haar moeder zich prikte aan een naald en een druppel bloed in de witte sneeuw viel.
Kinderen worden soms zelfs moedwillig achtergelaten door hun ouders en moeten dan alleen zien te overleven in de woestenij met de vele gevaren. Dit kan gezien worden als het pad naar volwassen (en vruchtbaar) worden. Soms worden de kinderen achtergelaten in een bos omdat er geen voedsel is, zelfs de kruimeltjes worden door vogels opgegeten, maar vaker speelt verbanning door een boze stiefmoeder een rol.

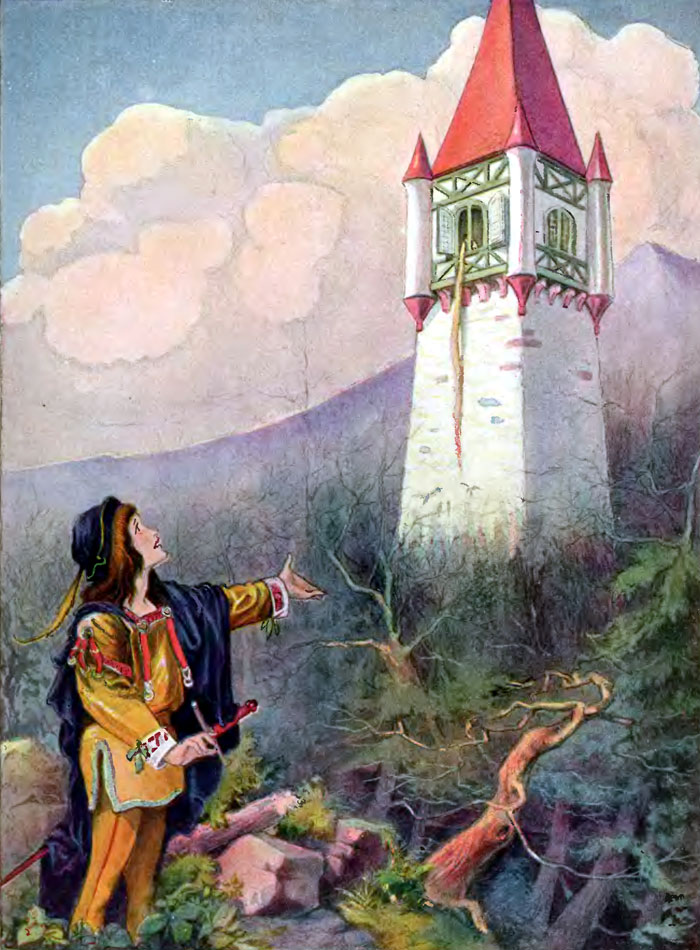
Raponsje laat haar haar zakken om de prins in haar toren te laten, ze wordt door hem tijdens een van zijn bezoekjes zelfs zwanger (van een tweeling) en dan met geknipte haren en hoogzwanger naar de woestenij verbannen.

Prins en prinses of broertje en zusje staan voor het mannelijke en vrouwelijke, ook wel zon en maan. De prinses is gevangen door een duivel of heks, of door haar eigen vader of (stief)moeder. Soms echter is ze voor haar eigen veiligheid verbannen uit het kasteel, zoals in de Engelse versie van Doornroosje. In sprookjes zit de prinses afgesloten van de zon (de prins) gevangen, vaak ondergronds in het hol van de duivel of in een (kasteel)toren die niet voor iedereen te bereiken is.
Meestal is de plaats door magie onbereikbaar of onvindbaar gemaakt, zoals het betoverde bos en kasteel in Doornroosje (waar bovendien de gehele bevolking in slaap is gebracht). Soms echter is de gevangenschap niet bovennatuurlijk.
- Sneeuwwitje is ondergedoken met hulp van degene die haar moest doden, de dieren van het bos en de dwergen, de boze stiefmoeder denkt lange tijd dat ze dood is.
- Assepoester wordt verborgen gehouden door haar jaloerse stiefmoeder en haar dochters, maar ook hier wordt de ware prinses gevonden en bevrijd door de prins.
- Raponsje kan de prins op een "normale manier" (via haar lange haar) in de toren laten klimmen.

Haren spelen een symbolische rol, jonge vrouwen droegen hun haren lang als teken dat ze nog maagd waren. De haren werden afgeknipt als ze in het huwelijk traden.
In Raponsje maakt de prins tijdens zijn vele bezoekjes Raponsje zwanger. Als de heks erachter komt dat Raponsje als ongetrouwde vrouw hoogzwanger is, wordt de aanstaande moeder het lange haar afgeknipt (zodat men kon zien dat zij geen maagd meer was), en alleen naar een verre woestenij verbannen. De aanstaande vader wordt, nadat hij in een doornstruik valt, blind en als hij merkt dat zijn geliefde naar een ver oord is verbannen trekt hij alleen de wijde wereld in.
Het was indertijd gebruikelijk om ongetrouwde zwangere vrouwen elders te laten bevallen, al voordat de zwangerschap duidelijk zichtbaar was gingen ze ver van de woonplaats "in de kost om te werken" en pas na de bevalling keerde het meisje alleen terug. Ook jongemannen hadden hierover niks te zeggen, de ouders beslisten.

### Moraal
De dichotomie van Goed en kwaad speelt een belangrijke rol. Diefstal en leugen worden altijd bestraft, als goedmaker moet meestal het eerste wat nieuw is (in het huis) aan het kwaad worden gegeven. Niet altijd is degene die ruilt op de hoogte van de waarde, vaak is het namelijk een pasgeboren kind dat dan levenslang in dienst komt van de heks of duivel. Dit is ook zo in Raponsje die door de buurvrouw in de toren wordt opgesloten. Haar naam verwijst naar de gestolen groente uit de tuin van de heks die haar als eigendom kreeg.
In Het kind van Maria is het breken van regels en liegen ook de reden dat die persoon niet langer als deugdzaam werd beschouwd, het meisje wordt verstoten en ook hier worden de kinderen afgenomen.

### Rijkdom

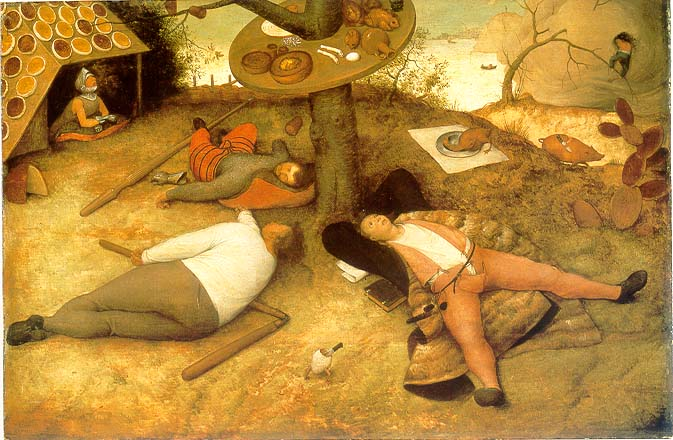
Luilekkerland door Breugel, een volkssprookje over rijkdom

Andere sprookjes nemen de adel op de hak, die in zijn honger naar rijkdom en macht zeer zelfzuchtig en onredelijk is geworden in zijn gedrag. Een voorbeeld hiervan is de nieuwe kleren van de keizer. Vaak ook zijn (rijke) boeren onderwerp van hoon, zonder dat ze het zelf door hebben. Zo zijn er verschillende verhalen over een luie man of vrouw, of echtpaar. Zij krijgen onverwacht een rijkdom of zijn al rijk, maar de rijkdom wordt verkwist door het simpelweg niet te verzorgen. Wijze lessen komen ook voor in sprookjes als strohalm, kooltje vuur en boontje.
De verhalen zijn waarschijnlijk een manier voor de arme bevolking om met de verschillen in rijkdom om te gaan. Maar het wijst ook op de waarde van dingen die normaal lijken en over beslissingen in het leven. Raponsje werd geruild voor de groente uit de tuin, op korte termijn was de honger verdwenen. Maar de rest van hun leven zal het echtpaar moeten leven met het feit dat ze hun dochter hebben verkocht.
Opvallend zijn de leugensprookjes, hier lijkt alles te zijn zoals het niet is. Ook Luilekkerland is niet zoals de wereld die wij kennen.

## Soorten sprookjes

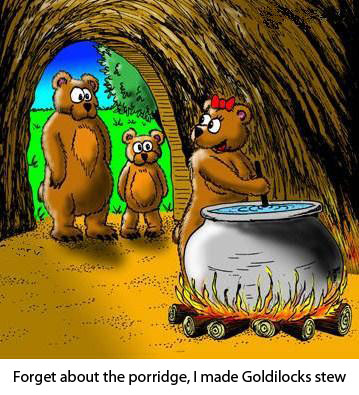
Goudlokje en de drie beren is inmiddels aangepast aan de huidige tijd

Er bestaan verschillende soorten sprookjes. Een mogelijke indeling is de volgende:
- Het volkssprookje: dit is een sprookje, ontstaan onder het volk, en doorverteld door en voor het volk. De auteur is hierbij onbekend. Deze verhalen werden en worden mondeling en schriftelijk doorverteld en wijken daarom soms nogal van elkaar af. Ze gaan voornamelijk over de armen en hun strijd tegen de rijken (= de zogenaamde 'slechten'); de armen stonden nooit alleen en kregen vaak hulp van een wijze mentor. Er wordt wel beweerd dat deze sprookjes vaak het overblijfsel zijn van een oude volkscultuur, maar deze theorie wordt zeker niet algemeen geaccepteerd. Ze zijn vanzelfsprekend geschreven in een volkse stijl en waren eerst voor volwassenen bedoeld.
- Het bruidverwervingssprookje: in dit geval is de uitkomst van een sprookje dat de held trouwt met de prinses of dat de heldin in het huwelijk treedt met de uitverkoren prins.[1]
- Het cultuursprookje/kunstsprookje: dit is een sprookje met dezelfde algemene kenmerken als het volkssprookje maar in dit geval is de auteur bekend, de gebeurtenis die beschreven wordt is veel recenter en omdat de auteur bekend is bestaat er maar een versie van. Dikwijls bevatten deze verhalen een satirische of moraliserende ondertoon.
- Het diersprookje: dit is een verhaal met dieren in de hoofdrol die doorgaans spreken en zich gedragen als mensen. Een diersprookje kan een korte fabel zijn, maar ook een uitgebreid dier-epos.[2]
- Het eigenlijke sprookje: Het eigenlijke sprookje valt weer uiteen in onder meer het wondersprookje, het legendesprookje en het novellesprookje. Tot de wondersprookjes rekenen we de haast overbekende verhalen als de kikkerkoning, de gelaarsde kat, Aladin en Tafeltje-dek-je. Kenmerkend voor het legendesprookje is enige (christelijke) hemelse bemoeienis met het verhaalverloop, alsmede de religieuze strekking van het verhaal. Het novellesprookje is vooral een spannend avonturenverhaal. Het onderscheidt zich van het wondersprookje door het ontbreken van magische of bovennatuurlijke elementen. Het eigenlijke sprookje kennen we pas vanaf de vroege 18e eeuw als het in Zweden verschijnt, en de enorme populariteit ervan laat zich eerst vanaf de 19e eeuw vaststellen.
- Het grappige sprookje: dit is een grappige vertelling, die vroeger wel boerde, klucht en uien werd genoemd. Tot de grappige sprookjes (Duits: 'Schwankmärchen') behoorde in het verleden de anekdote.[1]
- Het moderne sprookje: dit is een sprookje dat aangepast is aan de maatschappij en de tijdsbeleving van deze tijd.
- Het realistische sprookje: dit is een sprookje zonder toverij of wonderen.[1]

## Populairste sprookjes in Nederland
Bij Nederlandse volwassenen voeren anno 2008 de sprookjes Sneeuwwitje, Assepoester en Doornroosje de top drie aan, bij kinderen van de ondervraagde Nederlanders is Assepoester favoriet, gevolgd door Sneeuwwitje en Roodkapje. Dit werd bekendgemaakt op de door de Efteling georganiseerde Dag van het Sprookje, die jaarlijks wordt gehouden op 7 juli.

## In andere talen
In het Engels en Frans heet een sprookje "feeënverhaal" (fairy tale respectievelijk conte de fées). Het Duitse Märchen is afgeleid van maere, verwant aan het Nederlandse "mare", een "bericht" of "gerucht". Een mare staat ook wel voor fee of geest, zie ook nachtmerrie.